# عبد المجيد بن جلون
عبد المجيد بن جلون (1919 - 1981)، هو كاتب وأديب مغربي. من مواليد الدار البيضاء.

## سيرته
- رحل به أبوه إلى مانشستر (انكلترا) وهو في الخامسة، وعاد إلى فاس وهو في التاسعة.
- تلقى بقية تعليمه الابتدائي، ثم الثانوي، بالكتاب، ثم بالقرويين بفاس .
- مجاز في الأدب من جامعة القاهرة، وحاز دبلوم المعهد العالي للتحرير والترجمة والصحافة من نفس المدينة.
- ساهم في تأسيس مكتب المغرب العربي بالقاهرة، ثمَّ شغل منصب الكاتب العام فيه إلى حين استقلال المغرب.
- كان من المنظمين لحركة تخليص الأمير المجاهد محمد بن عبد الكريم الخطابي من أيدي الفرنسيين عند مروره بمصر من منفاه إلى فرنسا.
- نشر عدة مقالات بمختلف الصحف والمجلات العربية والدولية للتعريف بقضية المغرب قبل إستقلاله، بالإضافة إلى مقالاته وأبحاته الأدبية.
- لما نال المغرب استقلاله سنة 1956م عاد ابن جَلُّون إلى وطنه فتولى رئاسة تحرير جريدة «العَلَمْ» ثمَّ التحق بوزارة الخارجية المغربية، فشغل فيها منصب وزير مفوّض، ثمَّ شغل منصب سفير لبلاده في الباكستان.

## من مؤلفاته
اتسمت كتاباته بالتنوع بين الأجناس الأدبية المختلفة وقد ترك لنا مؤلفات ونصوصًا تعرف قارئها بالكثير عن المغرب، عن أهله وثقافته، وعن فترة الاستعمار الفرنسي وعن مقاومة المغاربة له ونضالهم من أجل الاستقلال.
- وادي الدماء قصة
- هذه مراكش.
- في الطفولة: سيرة ذاتية، نشرت لأول مرة في حلقات أسبوعية بمجلة (رسالة المغرب), 1949. وقد كانت السيرة الذاتية في ذلك الوقت لونا جديداً من الكتابة وفتحًا في الأدب المغربي، الذي يعدّ عبد المجيد بن جلون أحد أهم رواده المحدثين.[2][3]
- براعم: شعر.
- لولا الإنسان: قصص.
- جولات في مغرب أمس.
- مذكرات المسيرة الخضراء.
- سلطان مراكش.
- مارس استقلالك.

وكانت آخر أعماله المنشورة قبل وفاته قصيدة بعنوان (زورق ينساب) (1961).

## جوائز
حاز على جائزة المغرب للآداب والفنون ثلاث مرات.

## وصلات خارجية
- عبد المجيد بن جلون على موقع أرشيف الشارخ.